# Manfred Wakolbinger
 (janvier 2022).
Manfred Wakolbinger (né le 6 novembre 1952 à Mitterkirchen im Machland) est un sculpteur autrichien.

## Biographie
Manfred Wakolbinger va à l'école professionnelle de métallurgie de Steyr. Après avoir été diplômé en 1972, il travaille comme contremaître à Berlin. En 1975, il revient à Vienne. Il commence alors avec Anna Heindl (qu'il épousera en 1979) à fabriquer des modèles de bijoux. Il assiste au séminaire de Bazon Brock à l'université des arts appliqués de Vienne.
En 1980, il s'initie en autodidacte à la sculpture. Il vient à la photographie en 1989 et plus spécialement sous-marine en 1995. 

## Collections
En 1993, il entre dans les collections du Musée des arts appliqués de Vienne.